# 下肢帯筋
下肢帯筋（かしたいきん、英語: muscles of the leg）は下肢帯の筋肉の総称。

## 構成する筋肉
- 内寛骨筋
- 外寛骨筋